# Iratais Point
Iratais Point är en udde i Antarktis. Den ligger i Sydshetlandsöarna. Argentina, Chile och Storbritannien gör anspråk på området.
Terrängen inåt land är huvudsakligen kuperad, men den allra närmaste omgivningen är varierad. Trakten är glest befolkad. Närmaste befolkade plats är St. Kliment Ohridski Base, 18,2 kilometer söder om Iratais Point. 